# Balduina
Balduina è un'area urbana del Municipio Roma XIV (ex Municipio Roma XIX) di Roma Capitale, situata nella porzione settentrionale del quartiere Trionfale. Amministrativamente corrisponde a parte delle zone urbanistiche Medaglie d’Oro (19A) e Pineto (19F).

## Storia

### Toponimo

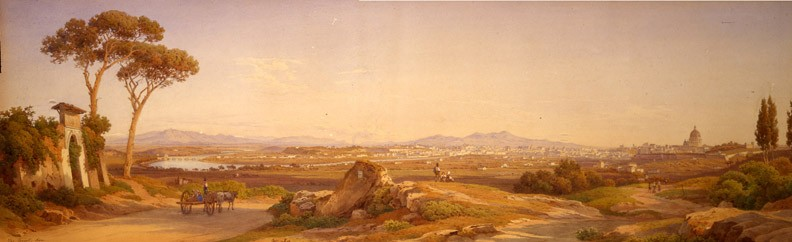
Veduta di Roma dalla via Trionfale. Sulla sinistra, l'arco d'ingresso a villa Mellini, odierno Osservatorio Astronomico di Roma.
(Hermann David Salomon Corrodi, olio su tela, 1876)

Il nome Balduina deriva da Baldovino del Monte (1485-1556), fratello di papa Giulio III, che su Monte Mario possedeva vasti terreni.

### Le Antiche Tenute
In passato, l'area più a Ovest di quella che oggi è Balduina faceva parte di una delle più ampie tenute fuori Porta Angelica, la tenuta del Pigneto, di proprietà della famiglia Sacchetti, originaria di Firenze e stabilitasi a Roma attorno alla metà del Cinquecento.
Agli inizi del '900, la primigenia via Balduina si staccava dalla via Trionfale, oggi corrispondente a via Paolo Sarpi, e passava vicino alla chiesa di San Giuseppe. Questa strada si sviluppava intorno alla collina argillosa, fino all’odierna circonvallazione Trionfale, proseguendo poi fino alla "dogana militare" e attraversando i terreni di Baldovino, costeggiando la chiesa campestre della Madonna del Pozzo, tempietto che ospitava una secentesca immagine sacra della Madonna del Pozzo, poi trasferita negli anni Cinquanta nella chiesa di Santa Paola Romana.

### Sviluppo Edilizio nel XX Secolo
Lo sviluppo edilizio della zona iniziò nel XX secolo. Nel 1920, grazie a una convenzione urbanistica approvata dal Comune di Roma, la società dell'ingegnere Carlo Pomilio avviò un piano di costruzione a villini. A quell'epoca, Balduina era situata fuori dal Piano Regolatore del 1909. Successivamente, con le modifiche al regolamento edilizio del 1920 e la variante al Piano Regolatore del 1931, si permise un'edificazione più intensiva. Le costruzioni si concentrarono inizialmente su viale Tito Livio e viale delle Medaglie d'Oro, per poi estendersi alle aree limitrofe.
Nel 1934, Papa Pio XI donò all'Istituto Giuseppe Toniolo di Studi Superiori un terreno su Monte Mario per la costruzione della futura Facoltà di Medicina dell'Università Cattolica. Il progetto prese forma grazie all'intervento di Papa Pio XII, e la presenza del Policlinico Gemelli, completato nel 1964, favorì la crescita demografica del quartiere. La struttura stimolò la creazione di cooperative edilizie formate da medici e personale sanitario, che contribuirono alla costruzione di condomini e ulteriori edifici residenziali nella zona.
Negli anni Cinquanta sorsero diverse cooperative edilizie per la costruzione di palazzine condominiali, finanziate dai soci appartenenti a categorie professionali omogenee (giornalisti, magistrati, ufficiali e medici) 

### Espansione e caratteristiche edilizie
La Società Edilizia Pineto fu una delle protagoniste dello sviluppo edilizio di una parte di Balduina nel secondo dopoguerra. Costituita dalla famiglia Torlonia, storicamente una delle famiglie nobili più influenti di Roma, e dalla Società Generale Immobiliare, un’importante compagnia immobiliare italiana che fin dall’Ottocento si occupava di progetti edilizi e urbanistici di rilievo. L’attività della Società Edilizia Pineto si concentrò su alcune vie della porzione occidentale del quartiere, tra cui via Mario Fascetti, parte di via Damiano Chiesa e via Amidei, dove furono costruiti numerosi complessi residenziali. 
Negli anni Sessanta, Balduina raggiunse il suo massimo sviluppo edilizio. L’orografia della zona e la disponibilità di argilla influenzarono le tecniche costruttive, portando alla realizzazione di massicci muri perimetrali in tufo scuro per sostenere i terrapieni. Inoltre, furono costruite numerose scalinate e rampe in travertino per collegare strade situate a diverse altitudini, conferendo al quartiere un aspetto caratteristico e funzionale.
Papa Paolo VI visitò la zona di Balduina due volte: la prima il 16 febbraio 1964 e successivamente il 2 aprile 1972, in occasione della domenica di Pasqua. Anche San Giovanni Paolo II fece visita al quartiere, prima il 15 dicembre 1991 e poi il 31 gennaio 1993.
Oggi Balduina è uno dei quartieri residenziali più noti di Roma, caratterizzato da un’architettura prevalentemente moderna.

## Odonomastica
Molte strade della Balduina sono intitolate a caduti in guerra, tutti insigniti della medaglia d'oro al valor militare e celebrati collettivamente anche dal piazzale e dal viale delle Medaglie d'Oro: tra loro, eroi della prima guerra mondiale (Ugo Bignami, Alberto Cadlolo, Damiano Chiesa), della seconda (Bernardo Barbiellini Amidei, Alfredo Fusco), della guerra di Spagna (Giorgio Morpurgo),  vittime dell'eccidio delle Fosse Ardeatine (Vito Artale, Ugo De Carolis, Aladino Govoni, Giuseppe di Montezemolo, Romeo Rodriguez Pereira) e l'eroe della resistenza Duccio Galimberti.
Per il resto, le vie di zona hanno per eponimi poeti, scrittori e grammatici latini, soprattutto della tarda latinità e paleocristiani ma anche di età classica (Cornelio Nepote), augustea (Tito Livio) e imperiale (Svetonio, Seneca). Fra le poche eccezioni — oltre a nomi locali come via e piazza della Balduina, il borghetto Madonna del Pozzo o le vie del parco Mellini, di villa Bini e di casal Ciocci — vi sono i filosofi greci Socrate, Platone e Plotino, idealmente associati ad altri filosofi e teologi italiani di epoche varie ricordati in vie poco distanti, tutte site attorno al confine meridionale del quartiere Trionfale. Nel Clivo di Cinna infine sopravvive l'antico nome latino del Monte Mario, appunto Clivus Cinnæ, derivato a sua volta da Lucio Cornelio Cinna, console di Roma nell'87 a.C.

## Monumenti e luoghi d'interesse

### Insediamenti civili e architettura contemporanea
Presso la sommità del colle, sopra la via Trionfale, sono presenti alcuni luoghi celebri del profilo urbano: l'albergo Rome Cavalieri Waldorf Astoria, l'antenna radiotelevisiva del centro trasmittente di Monte Mario e l'Osservatorio astronomico, posto da Giuseppe Armellini nella villa Mellini, con annesso Museo Copernicano, dal quale passa il meridiano di Roma, con coordinate 41°54'N 12°30'E. Istituito nel 1923, dopo la chiusura degli antichi osservatori del Campidoglio e del Collegio Romano, l'Osservatorio fu ufficialmente inaugurato nel 1938. È dotato di due cupole principali e di una torre solare. Quest'ultima contiene un celostato (strumento a specchi atto a seguire il Sole nel suo moto diurno) con il quale si effettuano studi di fisica solare. Del complesso facevano parte anche una palazzina trasformata nell'Ottocento in un villino neogotico denominato villa Falconieri che ospita la struttura "Piccolo rifugio" delle Volontarie della carità e i due edifici all'angolo tra la via Trionfale e viale dei Cavalieri di Vittorio Veneto. Uno di questi, fino al restauro del 1999, conservava visibili i resti dell'abside della vecchia chiesetta della Santa Croce abbattuta nel 1849. Ivi già insisteva un oratorio eretto per il Giubileo del 1350 e riscoperto nel 1971.
La vicina chiesa della Madonna del Rosario, monastero domenicano, conserva una immagine votiva della Vergine proveniente dalla basilica di Santa Maria in Trastevere, rimossa a forza durante il periodo delle lotte tra papi e antipapi e lì sostituita poi dalla preziosa immagine della Madonna della Clemenza o Madonna Theotokòs, nella cinquecentesca cappella Altemps come nuova immagine del potere costituito. La chiesa del Rosario era anche conosciuta in precedenza dai pellegrini che giungevano a Roma per la via francigena come «chiesa della Madonna della Febbre» (così come la chiesetta di S.Lazzaro sempre sulla via Trionfale era detta «dei lebbrosi»). La scenografica scalinata dinanzi alla chiesa fu posta a partire dal 1836 quando la pendenza di tutto questo tratto della via Trionfale fu addolcita con il disegno di nuovi tornanti insieme all'incanalamento di una sorgiva d'acqua sul quale la strada passa a mo' di ponticello nella curva sull'ingresso di villa Miani.
Tra l'edilizia dell'area trovano spazio anche lavori di architetti di un certo tono tra cui Gino Coppedè che negli anni quaranta ha realizzato un villino signorile in via Svetonio e ristrutturato il villino Baldoni, edificio religioso sul viale delle Medaglie d'Oro; o negli anni sessanta Alberto Barbagallo con il mercato di piazza Carlo Mazzaresi, del 1962, posto tra edifici di otto piani, ma con una copertura a sbalzi che cerca di far esplodere verso l'alto una struttura estremamente bloccata in una pianta quadrata; o Sergio Lenci autore di un complesso di palazzine in via Papiniano e Ugo Luccichenti architetto della linea d'edifici dal forte gioco cromatico sul piazzale delle Medaglie d'Oro, con annesso ufficio postale, poi dell'Hotel Rome Cavalieri, (1953-1962) in via Alberto Cadlolo, della cosiddetta Casa dell'Ammiraglio in via Carlo Evangelisti e di alcuni edifici residenziali, eleganti e tutti caratterizzati da grandi finestre, in via Damiano Chiesa, via Proba Petronia, via Giuseppe Rosso e via Appiano.
Ai limite nord-ovest del quartiere sorgel’Istituto Suore di Santa Dorotea di Cemmo, opera dell’architetto Cesare Ligini, vincolata dal Ministero della Cultura e dei Beni Culturali.

### Edifici religiosi

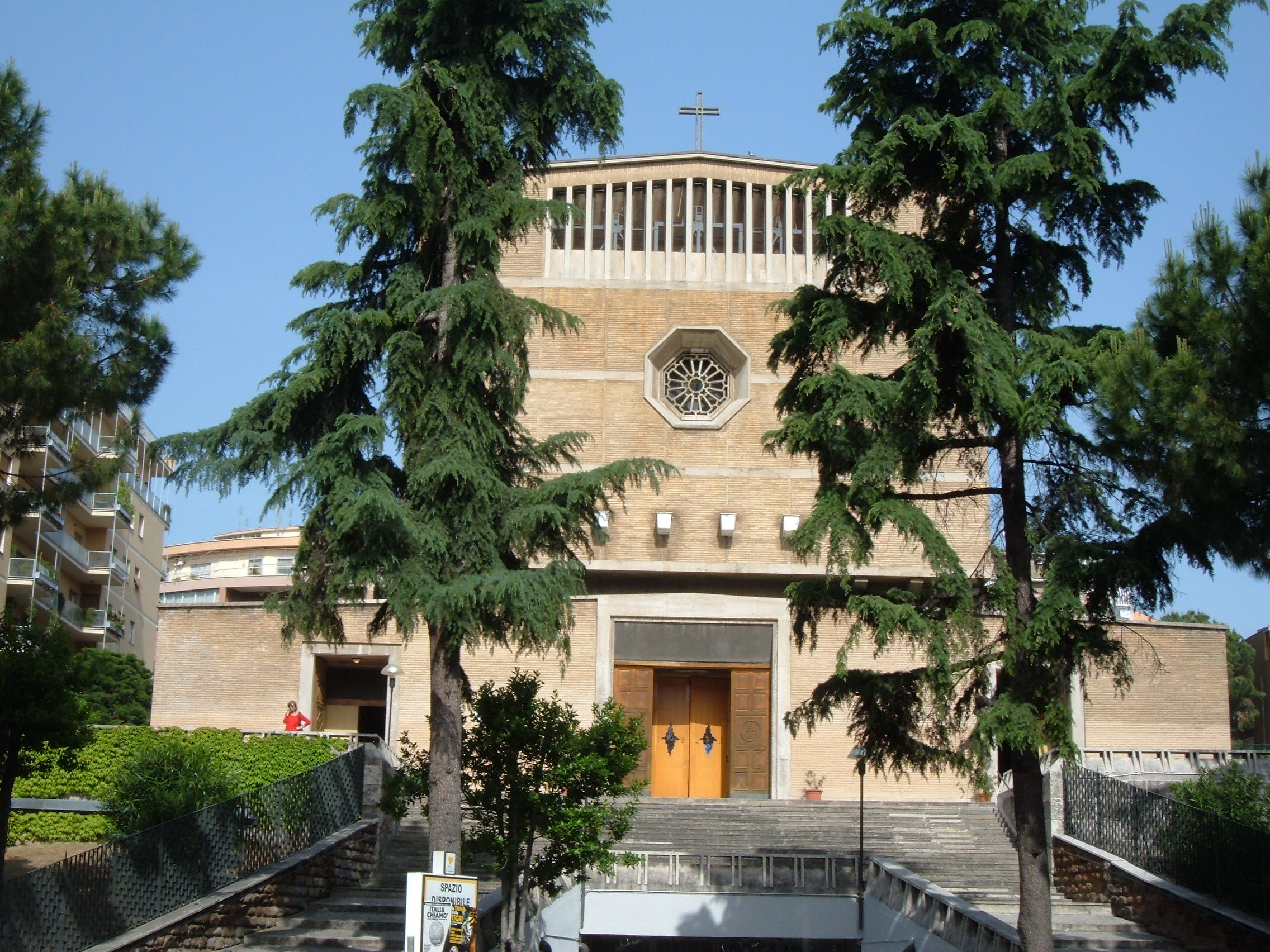
Chiesa di San Pio X

- La chiesa di san Pio X, dell'architetto Antonio Ressa, domina dal 1957 la Piazza della Balduina, fulcro della vita commerciale della zona. Il prospetto dell'edificio di culto (al quale, rispetto al progetto originario, sono mancate fino al 2024 le quattro statue degli Evangelisti da porsi sui piedistalli bianchi visibili sopra gli ingressi, poi realizzate dallo scultore Giulio Cinti) elevato su un'altura naturale, è completato da una doppia scalinata in travertino incorniciata da due cedri del Libano. L'interno, che può accogliere fino a cinquecento persone sedute, è diviso in tre navate, le laterali con cappelle, mentre la navata centrale, alta più di venti metri, presenta una Via Crucis le cui quattordici formelle in cotto sono di Raoul Vistoli (1963); il crocifisso bronzeo dell'altare maggiore e un San Giovanni Battista sono invece opera tarda di Publio Morbiducci, medaglista e scultore già famoso per il Monumento al Bersagliere a Porta Pia del 1931 o per il busto raffigurante il maresciallo Raffaele Cadorna al Gianicolo.
- Chiesa di Gesù Divino Maestro, situato al confine nord ovest del quartiere.[3][4]
- La chiesa di Santa Paola Romana, in via Duccio Galimberti.
- La chiesa di Santa Maria Stella Matutina, in via Lucilio. Parrocchia eretta il 10 dicembre 1951 con il decreto del cardinale vicario Clemente Micara "Cum SS.mus Dominus Noster".
- La chiesa di San Fulgenzio, in via della Balduina. Parrocchia eretta il 9 novembre 1967 con il decreto del cardinale vicario Clemente Micara "Quotidianis curis".[5]
- La cappella di Santa Maria degli Angeli in via Lattanzio. Annessa all'omonimo istituto scolastico delle suore del Bambino Gesù e con esso demolita nel 2017.

### Casali e Ville storiche
La Balduina ospita ville e casali storici, spesso affiancati ad edifici religiosi.
- Il cosiddetto casale Ciocci, in via Domizia Lucilla, prende il nome da un suo precedente proprietario; è una villa cinquecentesca costruita forse da Baldassarre Peruzzi per l'amico Blosio Palladio con affreschi della scuola di Perin del Vaga nella "sala degli elementi" e altri, oggi perduti, raffiguranti i lavori dei mesi.
- Villa Stuart, sulla via Trionfale, è una seicentesca dimora con un vasto giardino circostante; acquistata nel secolo XVIII da James Francis Edward Stuart da cui prese il nome, fu ereditata nell'Ottocento dalla contessa e poetessa inglese Emmeline Stuart-Wortley la quale, assieme al suo amante Lord Allen, soleva praticarvi sedute spiritiche e rituali di magia nera che finirono per portare entrambi alla follia: lo scheletro di Lord Allen fu rinvenuto casualmente dietro un muro durante successivi lavori di ristrutturazione.[6] Oggi villa Stuart è sede dell'omonima clinica privata; l'aura sinistra che la pervadeva sopravvive nell'immaginario locale nella dépendance sita di fianco all'ingresso su via Trionfale e detta ancor oggi «casino degli spiriti».
- Di fronte a villa Stuart, si trova villa Blumenstihl, detta anche "villa Monte Mario". Fu proprietà di Bernardo Blumensthil, alsaziano, fiduciario del Vaticano e collaboratore dei Mellini, a loro volta possidenti della villa quattrocentesca ove oggi sorge l'Osservatorio Astronomico. "Villa Monte Mario" è anche il nome dell'adiacente residenza delle suore Carmelitane del Divin Cuore di Gesù.
- Poco distante, la villa della famiglia principesca dei Massimo, del XVII secolo, che, perse le due ali meridionali, conserva oggi solo il corpo centrale seminascosto dietro all'abside della chiesa di San Fulgenzio: da essa prende il nome via Massimi, che la separa proprio da villa Blumenstihl.
- Al civico 103 di Via Massimi, si trova un casale, in stile neoclassico (fine XIX - inizi XX secolo), un tempo inserito in una proprietà agricola più grande rispetto a oggi, che nel 1931 ha ospitato il Mahatma Gandhi in visita a Roma, ospite del Generale Maurizio Moris, cui il casale apparteneva[7]. Un elemento di datazione per il casale è offerto da un lacerto di muratura in "tegolozza", costuito da mattoni di reimpiego, frammenti di marmo, tufo, legati da malta di colore grigio, e dalla sottostante fondazione, in materiali simili, esposta a causa del ribassamento della sede stradale a partire dagli anni '60-'70 del XX secolo.
- Lungo l'antica via Francigena, su uno dei tornanti della via Trionfale, si trova villa Miani. La residenza compare in una pianta del 1835 come proprietà di Giacomo Benvenuti. Nel 1874 fu ristrutturata per la Società di Monte Mario dell'ex sindaco di Roma Francesco Crispignini. Fu proposta, ma senza seguito, come sede dell'università della chiesa Metodista Episcopale Americana. Nel 1939 fu acquistata dalla Società Anonima Ville Panoramiche, il cui amministratore unico era Luigi Miani al quale la villa deve l'attuale denominazione.
- Alle pendici di Monte Mario hanno sede altre due residenze storiche: l'ottocentesca villa Mazzanti, su due piani più loggetta, ricca di affreschi, nel bel mezzo del verde della collina e villa Madama, alla quale si accede dai Prati di Castello: voluta nel 1517 dal futuro papa Clemente VII, fu forse un progetto originale di Raffaello.

### Parchi e aree verdi

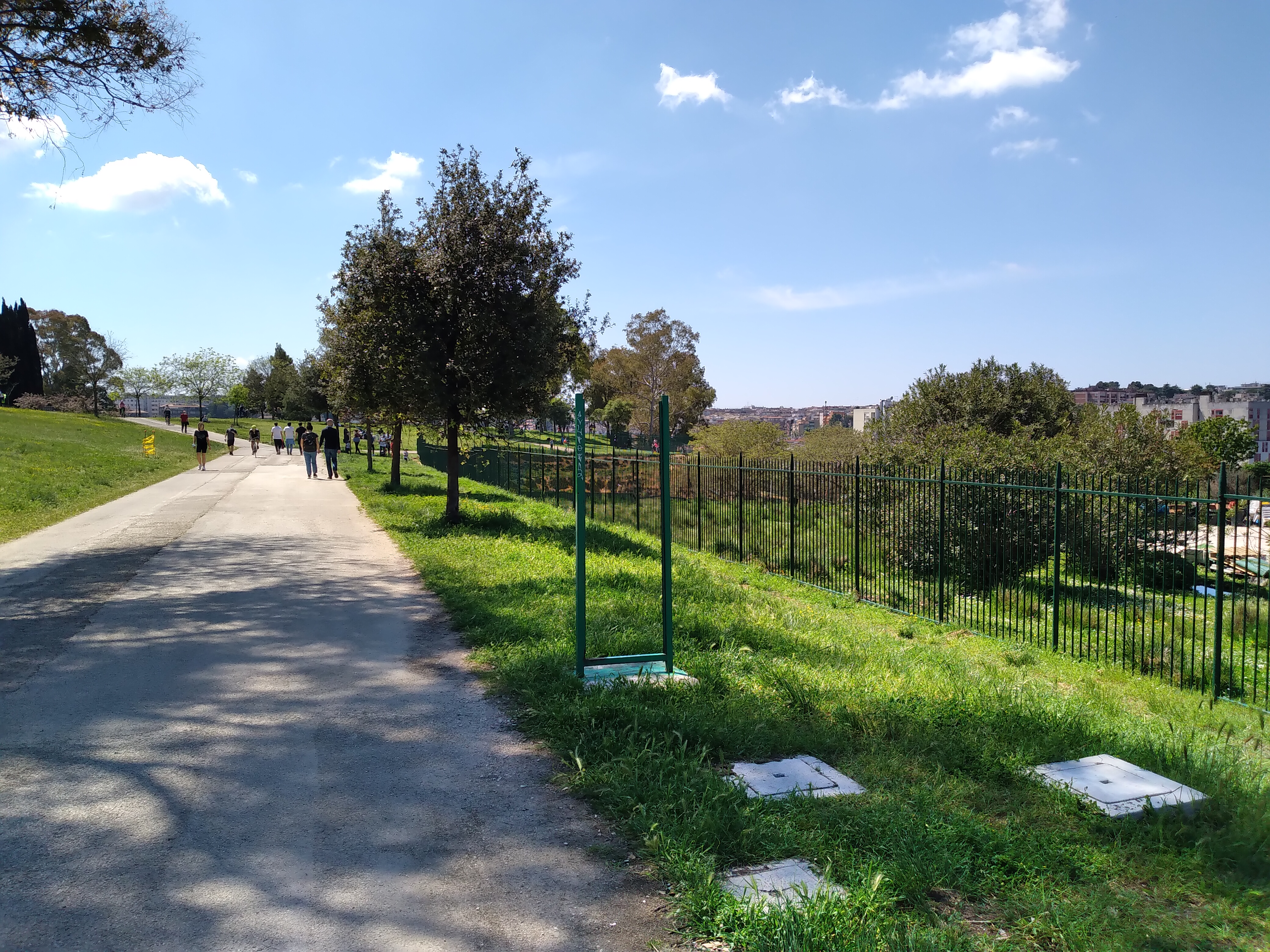
Parco di Monte Ciocci

- Parco regionale urbano del Pineto: istituito nel 1987, è un'area naturale protetta del comune di Roma di circa 240 ettari, di cui 26 di riserva integrale. Vi si accede da via Vittorio Montiglio e da via Proba Petronia.
- Parco lineare ciclopedonale monte Ciocci - Monte Mario: inaugurato il 14 giugno del 2014, consiste in una pista ciclopedonale che collega il parco di monte Ciocci con l'area della stazione di Roma Monte Mario (vicino al complesso di Santa Maria della Pietà) seguendo il tracciato in galleria della ferrovia metropolitana FL3 Roma-Viterbo o correndo di fianco ai pochi tratti scoperti. La pista è lunga 5 km con una pendenza media dell'1% costantemente in discesa da nord a sud, salvo un breve tratto poco a sud del Policlinico Gemelli; ha dieci accessi integrati con le strade di mobilità tradizionale, dotati di tornelli per impedire il transito di veicoli a motore; consente la coincidenza con quattro stazioni della linea FL3 (Appiano, Balduina, Gemelli e Monte Mario) e dispone di tre aree giochi, una pista di pattinaggio, dieci fontanelle e oltre cento panchine. Nel 2019 la pista ciclabile è stata ampliata in direzione nord fino al complesso del San Filippo Neri,[8] mentre il 17 aprile 2025 è stato inaugurato il collegamento a sud tra il parco di Monte Ciocci e l'ex ponte ferroviario della valle Aurelia, nel frattempo interamente restaurato, che ha prolungato l'intero percorso fino alle Mura Vaticane (Porta Pertusa).[8] Un progetto più ampio, inizialmente da completarsi entro il Giubileo del 2025 ma poi differito, prevede un'unica via ciclopedonale ininterrotta di circa 10 km, alternativa alla via Francigena, che parta dalla zona della Giustiniana e giunga appunto al Vaticano.[9]
- Riserva naturale regionale di Monte Mario: sita sul versante meridionale del colle, si affaccia sui prati di castello e sulla piana del Tevere con un'estensione di 120.000 m². Istituita come parco nel 1990 con la messa a dimora di 16.000 essenze verdi, che affiancarono la preesistente vegetazione mediterranea costituita prevalentemente da pini domestici, fu inaugurato ufficialmente nel 1993 e divenne riserva naturale grazie ad una legge regionale del 1997.[10]

## La Balduina nel cinema
La zona negli anni fu prediletta come set cinematografico, spesso per la vista panoramica sulla città di Roma e sul colle Vaticano.
Già nel 1945 la scena finale di Roma città aperta di Roberto Rossellini vede, con la cupola di San Pietro sullo sfondo, alcuni ragazzi discendere da Monte Ciocci lungo la rampa ancor oggi in uso nell'omonimo parco.
Villa Miani compare in numerose pellicole, tra cui Lo scopone scientifico (1972) e Il secondo tragico Fantozzi (1976).
Ne Il marito di Nanni Loy e Gianni Puccini, Alberto Sordi abita un attico di via Lucio Apuleio che, all'epoca (1957), era edificata solo fino a quell'altezza mentre il resto della collina (verso le attuali vie Cremuzio Cordo, Sesto Rufo e Livio Andronico), era ancora a pascolo.
I titoli di testa de Il sorpasso di Dino Risi (1962), vedono Vittorio Gassman a bordo della sua Lancia Aurelia dapprima percorrere a gran velocità varie strade del quartiere, quindi fermarsi a piazza Francesco Morosini e infine svoltare da via Appiano su via Proba Petronia, dove incontrerà Jean-Louis Trintignant più o meno all'altezza dell'attuale ingresso del parco inaugurato nel 2006. Altri due film di Risi con Gassman sono in parte girati in zona: Il mattatore (1960), in cui l'attore abita a largo Damiano Chiesa e Il profeta (1967), la cui scena finale fu girata in piazza Attilio Friggeri.
Nel 1964 viene girato L'ultimo uomo della Terra di Ubaldo Ragona, un film di fantascienza con Vincent Price che, pensato prima per gli studios americani, viene poi girato a Roma in alcuni spazi con prospettive e suggestioni metafisiche quali il Foro Italico, l'EUR e l'interno della chiesa di S. Pio X con il presbiterio allo stato originale, precedente il restauro seguito al Concilio Vaticano II.
Nel 1976 Ettore Scola gira Brutti, sporchi e cattivi, con Nino Manfredi sul Monte Ciocci, nei terreni dell'Istituto Agrario Federico Delpino in via Domizia Lucilla, dove posiziona le baracche della derelitta famiglia Mazzatella, proprio dinanzi alla cupola di San Pietro (nella pellicola, l'area è denominata "borghetto dei sorci"). La stessa zona compare nella scena finale di Casa mia, casa mia...(1988) di Neri Parenti, con Renato Pozzetto. Sempre a Monte Ciocci, sul versante che affaccia sulla valle Aurelia, in Fantozzi contro tutti (1980) Parenti ambienta un maldestro tentativo di suicidio del protagonista il quale, essendo bendato, anziché gettarsi dal monte si schianta contro un albero. Ancora Parenti gira alcune scene di Paparazzi nel 1998 in piazza della Balduina.
Nel 1976 Nanni Moretti, nel suo primo film autoprodotto Io sono un autarchico, filma la zona del Belsito e via dei Cavalieri di Vittorio Veneto, ancora incompleta. Nel primo episodio di Caro diario (1993) inquadra gli edifici di piazzale delle Medaglie d'Oro nel suo giro per le architetture di Roma e in Aprile (1998) visita la sua vecchia scuola elementare sita nel parco della Vittoria, dove aveva ambientato anche larga parte di Bianca (1984).
Il duello de L'ora di religione (2002) di Marco Bellocchio, con Sergio Castellitto protagonista, si svolge nuovamente su Monte Ciocci, sempre nei terreni dell'Istituto Delpino.
L'edificio su pilotis dell'architetto Luccichenti in via Proba Petronia, segnalato nel piano regolatore generale come "emergenza di valore storico ed architettonico" (già inquadrato nella citata sequenza iniziale de Il sorpasso di Risi) fu set di una scena di SMS - Sotto mentite spoglie (2007) di e con Vincenzo Salemme.

## Infrastrutture e trasporti
|  | È raggiungibile dalle stazioni di Appiano e Balduina. |

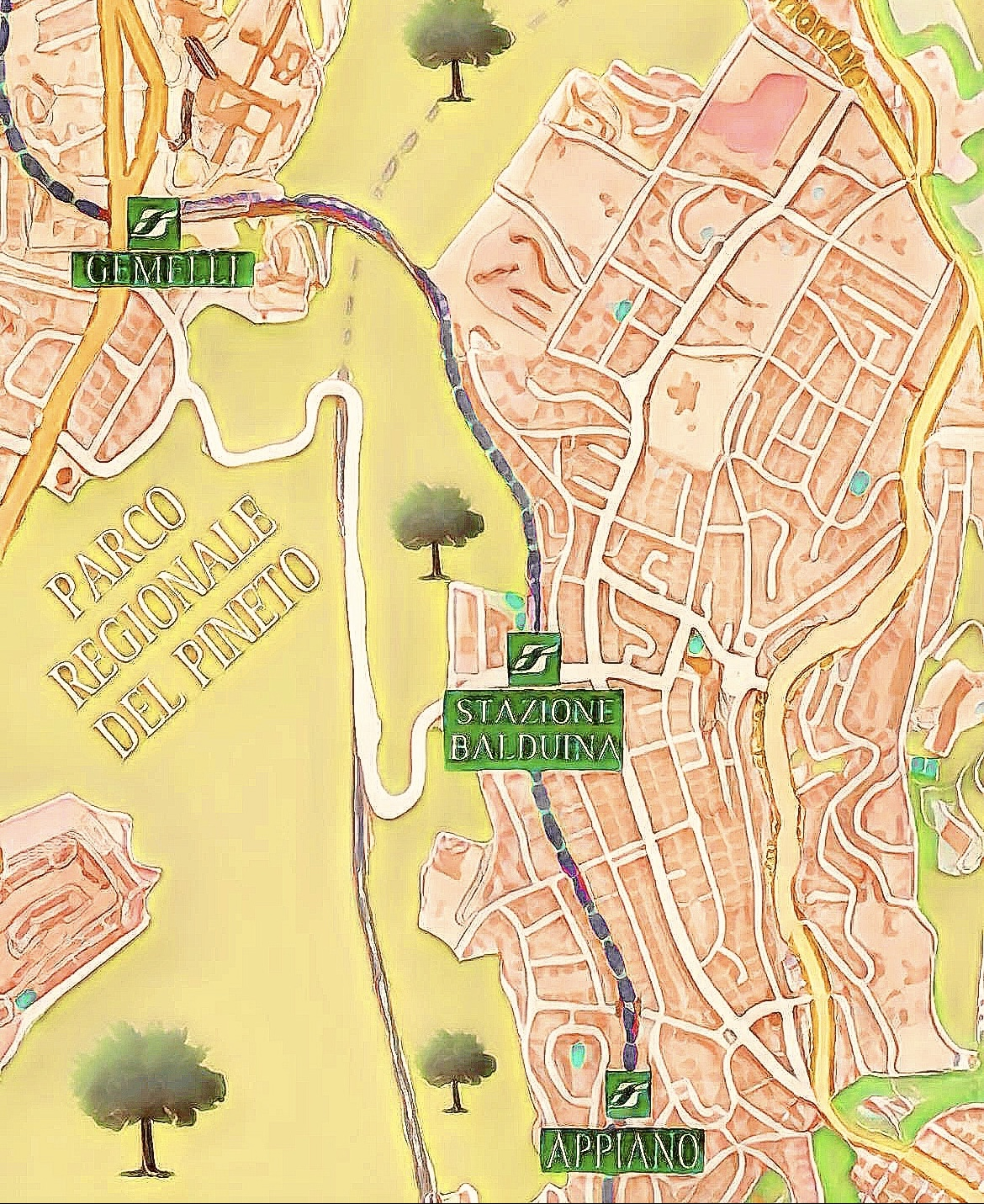
Mappa della Balduina

La ferrovia, a binario unico fino a Viterbo, sua destinazione finale, fu inaugurata alla fine dell'Ottocento durante il regno di Umberto I nella generale riorganizzazione del trasporto ferroviario della città; si stacca dalla linea Roma-Pisa una volta lasciate le stazioni San Pietro e Vaticana, arrivando dal colle vaticano in quota al Monte Ciocci con un alto cavalcavia ad archi in mattoni a passare la zona delle fornaci e dell'attiguo borghetto sull'imbocco di Valle Aurelia. Solo con la nascita del quartiere, alla fine degli anni cinquanta, fu aperta sulla linea la fermata Balduina che divenne Stazione con personale in loco negli anni settanta; ciò anche per una maggiore sicurezza e controllo sullo scambio dei binari a garantire la compresenza di due convogli da qui fino al cavalcavia successivo sulla Valle Aurelia in direzione della via Pineta Sacchetti. Con una frequenza compresa tra i 25 e gli 80 minuti, con l'uso di mezzi prima a vapore e poi Diesel (le celebri littorine), fu più volte proposto la cancellazione della linea ritenuta a servizio di zone non ancora troppo popolate e con una destinazione finale, Viterbo, già raggiunta dalla linea in partenza da piazzale Flaminio. Le richieste continue degli utenti, la riorganizzazione delle Ferrovie dello Stato dal 1993, l'arrivo del Giubileo del 2000 hanno portato invece ad un recupero totale della linea, raddoppiata fino a Cesano di Roma ed elettrificata fino a Viterbo. Altre fermate sono state aggiunte in proporzione alla crescita della città, tra queste la fermata Proba Petronia-Appiano a Monte Ciocci, posta in sotterranea come tutto il tratto di binari che attraversa il quartiere. La Stazione della Balduina, anch'essa ipogea, è stata al tempo stesso declassata a semplice fermata. L'inaugurazione della nuova linea si è avuta a maggio del 2000.
Lungo l'asse di viale delle Medaglie d'Oro è servita dalla linea bus 913. All'interno del quartiere passa la linea 990, dal 2001 prolungata dalle scuole dell'obbligo di via Giancarlo Bitossi fino alla zona di Monte Mario Alto, in via Sappada, dove si trova il nuovo ufficio postale denominato ancora Roma-Belsito, decontestualizzando così anche questo nome. Dal 2014 la 990 è stata prolungata alla stazione di Monte Mario. Le linee 990 e 913 corrispondono grosso modo rispettivamente alle linee di vecchia numerazione 45-45 barrato e 47-47 barrato, così indicate fino all'inaugurazione della Linea A della metropolitana di Roma nel febbraio 1980. La prima era la corsa vera e propria del quartiere, collegando la zona delle scuole suddette coi Prati di Castello fino al capolinea, prima posto dentro villa Borghese. La seconda, dal centro, si attestava di fronte alla trattoria Belsito sul piazzale delle Medaglie d'Oro (ove ancora esiste un vecchio botteghino per controllori) per poi, tra le due guerre, prolungare la sua corsa verso la zona in edificazione delle "Case Nostre" a Sant'Onofrio e il comprensorio di Santa Maria della Pietà. Inoltre nelle immediate vicinanze raggiungibile o a piedi (15 minuti dalla piazza) o con la linea urbana 913, la zona è servita dalla stazione della metropolitana linea A “Cipro-Musei Vaticani”.